# B. Hus
Bakkerij B. Hus (1915-1987) was een Nederlandse brood- en banketbakkerij, die Den Haag en een deel van Nederland van haar bakkerijproducten voorzag. In de volksmond werd gesproken over Hus. In Rijswijk stond van 1971 tot 1987 de bakkerij van Hus, die de grootste bakkerij van Nederland was.

## Geschiedenis
In 1894 begon Bastiaan Hus (1887-1940) aan de Haagse Jacob Catsstraat zijn eerste bakkerij, die officieel op 1 januari 1895 werd geopend. Hij had het vak van bakker geleerd van zijn vader, die in Aarlanderveen een bakkerij had. Het bedrijf kende slechts een baas en twee medewerkers, maar een vlotte uitbreiding tot een echt bedrijf met een magazijn, werkplaatsen, kantoorruimte, een laboratorium, waslokalen, stallingsruimte en een indrukwekkend machinepark volgde met de naam Summum.
Tijdens de Eerste Wereldoorlog ontstond een tekort aan grondstoffen, waardoor men brood ging bakken met niet alleen (import)granen, maar waaraan ook aardappelmeel werd toegevoegd. Dit brood was grauw van kleur en kreeg de naam Regeringsbrood.
In 1914 werd aan de Paul Krugerlaan de eerste Hus-winkel geopend.
In 1925 was het bedrijf uitgebreid tot zeven bakkerijen en 40 winkels, verspreid over Den Haag. De grootste bakkerij was echter die in de Jacob Catsstraat, die de naam ”Meel- en Broodfabriek De Zeeuw, B. Hus” droeg. Het bedrijf had een eigen meelfabriek aan de Laakhaven.
In 1938 bestond het bedrijf uit 280 Hus-winkels, 50 Hus-depots en 300 bezorgwijken. Dagelijks werden meer dan 100 broodsoorten gebakken. Het bedrijf breidde uit en verschafte in 1950 aan meer dan 3000 personeelsleden werk. Een nieuwe fabriek werd in 1952 aan de Ootmarsumstraat geopend.
In 1958 vond een grootschalige fusie plaats van de bakkerijen Paul C. Kaiser, Lensvelt-Nicola en Donker, die daardoor kwamen te vallen onder N.V. Meel- en Broodfabriek De Zeeuw, B. Hus. 
Het Hus-concern met meer dan 400 filialen werd in 1959 geleid door een vijfkoppig bestuur van Pieter Hus, K.J. Kuypers, J.C.J. en J.K.P. Kraan en P. de Ruiter, en bediende zich van verschillende namen: Hus, Lensvelt-Nicola, Paul C. Kaiser, Donker, en Willems Simons in en rond Den Haag, en Van der Meer & Schoep in Rotterdam (77 filialen), Henri J. Carels in Amsterdam (23 filialen) en in Haarlem (8 filialen), en Schat-Hus in Utrecht (12 filialen).
In 1960 was het marktaandeel in bakkerijproducten van Hus voor Den Haag en omgeving opgelopen tot 60%. Ten gevolge van de parallellisatie kon in begin jaren ‘60 ook verkoop via levensmiddelenzaken gaan plaatsvinden. Het Hus-concern was inmiddels onder de paraplu van Meneba komen te vallen.
In 1970 had het bedrijf 165 filialen en 1350 werknemers en in 1971 opende Meneba in de Plaspoelpolder in Rijswijk met 23.000 m² de grootste fabriek van brood, koek, gebak en beschuit van Nederland, onder de naam Hus-Lensvelt Bakkerijen B.V.. Sluiting van de fabrieken aan de Jacob Catsstraat en de Ootmarsumstraat volgde. Behalve voor klanten in de wijde omgeving was de grootste klant van de bakkerij het Amerikaanse leger dat tot 1985 in de Bondsrepubliek Duitsland gestationeerd was.

Ten gevolge van de verliesgevende export naar Duitsland, moest het personeelsbestand van de fabriek met 150 man inkrimpen. Door Meneba werd besloten de Hus-Lensveltfabriek in 1987 te sluiten en over te plaatsen naar een eveneens noodlijdende Meneba-fabriek in Rotterdam, die voorheen van Van der Meer & Schoep heette, om met deze samenvoeging beter het hoofd te kunnen bieden aan de concurrentie.
Heden ten dage staat dit verlaten fabriekscomplex bekend als De Broodfabriek Expo & Event center.

## Bezorging aan de deur
De bezorging van brood en andere bakkerijproducten gebeurde aan huis, eerst per fiets met rieten mand voorop, later in de tijd met de bakfiets, een houten broodkar en nog later Spijkstaal elektrische bezorgwagens.

## Bekende Hus-producten
Onder de meer dan 80 broodproducten waren de bekendste:
- Zeeuwse tarwebrood (‘’Allinsonbrood’’).
- King Corn-brood, populair door de STER-reclame [4]
- Tarvo moutbrood
- Tip-Top witbrood

## Trivia
In 1964 kwam aan het licht dat de beschuitrollen van Hus en Lensvelt-Nicola slechts 12 beschuiten in plaats van de gebruikelijke 13 bevatten. Er zou volgens de directie geen opzet in het spel zijn geweest, maar zou te wijten zijn geweest aan dat de beschuiten dikker zouden zijn geweest dan normaal.